# Chce mi się wyć
Chce mi się wyć – polski film psychologiczny z 1989 roku.

## Opis fabuły
Stan wojenny. Marek - młody student wykreślony z uczelni za udział w strajku - odwiedza starego kolegę ze środowiska podziemnego. Wychodząc od niego poznaje Martę. Chłopak idzie za nią, ale ją gubi. W biurze Martę nachodzi oficer SB. Oznajmia, że znaleziono ulotki i ostrzega kobiety przed konsekwencjami prawnymi działalności konspiracyjnej. Kiedy wychodzi na ulicy zaczepia ją Marek. Oboje są świadkami łapanki milicyjnej, ale trafiają do jej domu. Marta sama wychowuje syna Krzysia. Jej mąż uciekł do Austrii. Marek w jej domu opowiada o pacyfikacji protestu studentów. Upija się. Kiedy Marta stwierdza, że zachowuje się jak osobnik niedojrzały, ten gwałci ją. W końcu wraca do domu, tam znajduje powołanie do wojska.

## Obsada
- Dorota Pomykała - Marta
- Mirosław Baka - Marek
- Alicja Jachiewicz - gospodyni Marka
- Halina Rasiakówna - koleżanka Marty
- Wanda Sikora - koleżanka Marty
- Łukasz Drozdowski - Krzyś, syn Marty
- Zuzanna Helska - kobieta w oknie
- Andrzej Kowalik - kierownik Rudzki
- Andrzej Mrozek - kapitan Jaworski z SB

i inni